# Eudo II de Blois

Escudo de armas do condado de Blois.

Eudo II de Blois ou Odão II (em francês:  Eudes II de Blois; 983 - 15 de novembro de 1037) foi um nobre da França medieval. Conhecido também por Eudo de Champanhe detinha vários senhorios. Foi conde de Blois, de Chartres, Châteaudun, Beauvais e Tours desde 1004 e conde de Champanhe (como Eudo IV) e Meaux (como Eudo I) a partir de 1022.

## Biografia
Eudo II foi o primeiro a unir os condados de Blois e Champanhe sob uma única autoridade. Passou grande parte da sua vida em guerra pelos posse de vários territórios feudais de alguns dos seus vizinhos e suseranos, muitos de cujos territórios que ele tentou anexar.
Entre 1003 e 1004, casou-se com Matilde da Normandia, filha de Ricardo I da Normandia, e depois da morte desta, em 1005, e, como não tinha filhos, o pais de Matilde, Ricardo I, exigiu o retorno de seu dote, que era a metade do condado de Dreux. Odão recusou, facto que levou ao estalar da guerra entre os dois.
Este conflito só terminou com a intervenção do rei Roberto II de França, que era casado em segundas núpcias com a mãe de Odão, que impôs a sua arbitragem sobre os oponentes em 1007, deixando Odo de posse do Castelo de Dreux, enquanto Richard I manteve o restante das terras condais.
Terminado o conflito Odão rapidamente se procurou casar, visto que ainda não tinha assegurado um herdeiro do condado. Assim, a segunda esposa foi Ermengarda de Auvérnia, filha de Guilherme IV de Auvérnia.
Estabeleceu igualmente um conflito com Fulco III de Anjou (965/970- Metz, 21 de junho de 1040), Conde de Anjou e Herberto I do Maine, a Batalha de Pontlevoy, travada em 6 de julho de 1016, de que saiu perdedor, apesar deste contratempo, tentou invadir o Touraine.
Após a morte de seu primo Estêvão I de Champanhe. ocorrida entre 1119 e 1120, e sem herdeiros, apoderou-se dos territórios deste, tendo ficado senhor de Troyes, Meaux, de Champanhe, mesmo sem ter tido a aprovação real.
Depois de se ter apoderado destes territórios e usando-os como base, atacou Ebles I de Roucy, a Arquidiocese de Reims, e Teodorico I da Lorena, o duque de Lorena. Devido a uma aliança entre o rei e o Henrique II, Sacro Imperador Romano, ele foi forçado a abandonar o condado de Reims, novamente nas mãos do seu senhorio o arcebispo.
Segundo consta da história ter-lhe-á sido "oferecida" a Coroa da Itália pelos  barões lombardos, ato mais tarde recusado e desmentido para não perturbar as relações com o rei da França.
Em 1032, invadiu o Reino de Borgonha depois da morte de Rodolfo III da Borgonha, no entanto, em face da coligação de Conrado II, Sacro Imperador Romano-Germânico e o novo rei da França, Henrique I de França, retirou-se.
Veio a falecer em combate perto de Bar-le-Duc, durante um dos seus ataques á Lorena.

## Relações familiares
Foi filho de Eudes I de Blois (950 - 12 de março de 995) e de Berta da Borgonha (? - 970), filha de Conrado I da Borgonha (925 - 19 de outubro de 993) e de Matilde de França.
Cerca de 1003 ou 1004 casou-se com Matilde da Normandia, filha de Ricardo I da Normandia e de Gunnor da Dinamarca, e depois da morte desta, em 1005, e, como não tinha filhos, o pai de Matilde, Ricardo I, exigiu o retorno de seu dote, que era a metade do condado de Dreux. Odão recusou, facto que levou ao estalar da guerra entre os dois.
Mais tarde voltou a casar, desta vez foi com Ermengarda de Auvérnia, filha de Guilherme IV de Auvérnia, de quem teve:
1. Teobaldo III de Blois(1012 - 1089)[12][13] Casado por duas vezes, a 1ª com Gersenda de Maine, filha de Herberto I do Maine, conde de Maine, e a 2ª com Alícia de Crepy ou Adela ou ainda Adélia de Valois, filha de Raul II de Valois e Adelaide de Bar sur Aubẽ;
2. Estêvão II de Blois, que herdou os condados de Meaux e de Troyes , em Champanhe;
3. Berta de Blois, casada por duas vezes, a 1ª com Alaíno III da Bretanha e a 2ª com Hugo IV do Maine.[14]